# AEON (Fachzeitschrift)
AEON – Forum für junge Geschichtswissenschaft war ein OpenAccess-Fachjournal, das von 2009 bis 2013 fächerübergreifend Beiträge zur Mittleren und Neueren Geschichte präsentierte.
Das Journal wurde von Dresdner und Leipziger Studenten und Doktoranden gegründet und war Teil des Internetportals Wissens-Werk.de. Verlegerisch wurde AEON vom Meine Verlag betreut und war als OpenAccess-Journal mit Erstveröffentlichungen dem „Goldenen Weg“ zuzuordnen. Als Redaktionssystem kam das Open Journal System zum Einsatz. Damit war das Journal nicht nur in der Elektronischen Zeitschriftenbibliothek, sondern auch im Directory of Open Access Journals recherchierbar. Die Beiträge erschienen nach Eingang und erfolgreicher Begutachtung im Peer-Review-Verfahren als Einzeldokumente in unregelmäßigem Abstand. Ein neuer Jahrgang begann jeweils zum 15. Oktober.